# ONA
ONA (англ. Original Net Animation) — термін, що використовується у Японії та інших країнах для означення епізодів аніме, що відразу викладаються в Інтернет. Цей термін утворився у зв'язку з поширенням сайтів із засобами потокового розповсюдження у Японії.
Велика кількість трейлерів та анонсів була випущена як ONA. Наприклад, спец-епізод Pokémon: The Mastermind of Mirage Pokémon (який був доступний на японському офіційному вебсайті з 13 по 30 жовтня 2006 року) та повнометражне аніме Megumi вважаються ONA.

## Характеристика
Зазвичай, ONA коротші, ніж традиційні епізоди аніме, інколи своєю тривалістю не перевищуючи декількох хвилин. Яскравим прикладом такої короткої тривалості можуть послужити епізоди Hetalia: Axis Powers.